# نهر الأردن
نهر الأردن هو نهر في بلاد الشام وهو أحد أهم الأنهار العربية المشتركة في منطقة الشرق الأوسط، يبلغ طوله حوالي 251 كم وطول سهله حوالي 360 كم ويتكون عند التقاء ثلاثة روافد هي نهر بانياس القادم من سوريا ونهر اللدان القادم من شمالي فلسطين ونهر الحاصباني القادم من لبنان والتي تشكل مجتمعة نهر الأردن العلوي.
يمر نهر الأردن العلوي في بحيرة الحولة في فلسطين ثم يصب في بحيرة طبرية وعند خروجه من بحيرة طبرية يكون نهر الأردن السفلي ويصب فيه أيضا روافد نهر اليرموك ونهر الزرقاء ووادي كفرنجة وجالوت، إلى أن يصب في مياه البحر الميت.
يشكل نهر الأردن المصدر الوحيد والدائم للمياه السطحية في الضفة الغربية وفلسطين بشكل عام، وتتدفق مياهه من أقصى الشمال على ارتفاع 2200 متر فوق مستوى سطح البحر نزولا إلى البحر الميت على ارتفاع حوالي 350 متر تحت مستوى سطح البحر. تتشارك في مياه نهر الأردن خمس دول هي فلسطين، الأردن، سوريا، لبنان والكيان الصهيوني التي تستغل معظم مياهه. ويشكل نهر الأردن كما هو معروف الحدود الشرقية للضفة الغربية مع الأردن، يبلغ طول هذا النهر بشكل خط مستقيم حوالي 140 كم بينما يبلغ طوله الحقيقي بتعرجاته المختلفة حوالي 350 كم، في حين تبلغ المساحة الإجمالية لحوضه حوالي 43500 كم2 يقع منها 12000 كم2 في فلسطين والباقي في كل من لبنان وسوريا والأردن.
ترجع أهمية هذا النهر ليس بسبب طبيعته الجغرافية فحسب بل بسبب البعد التاريخي والديني الذي لعبه عبر مر السنين. حيث يعتبر هذا النهر مقدسا عند اليهود والسامريين لعبور بني إسرائيل خلاله إلى الأرض الموعودة، وعند المسيحيين لأن يوحنا المعمدان عمّد يسوع الناصري في مياهه. ويملك نهر الأردن شهرته من صفاته الجغرافية الفريدة ومن الارتباط التاريخي والروحي لموقعه بأحداث عديدة حيث يجري نهر الأردن في منطقة تسمى وادي الأردن وهو جزء من وادي الصدع العظيم الذي يمتد من قارة آسيا وحتى قارة إفريقيا ويتميز بالمرتفعات المحيطة به من كلاً الجانبين. وقد بنيت جسور كثيرة على نهر الأردن خاصة في المنطقة الواقعة قبل مصبه في البحر الميت وذلك لتسهيل حركة العبور بين جانبيه.

## التسمية
تعني كلمة الأردن في الهندية القديمة النهر الخالد YORDON حيث أن "YOR" تعني سنة، و"don" فتعني نهر أما في اللغات السامية فإن كلمة الأردن مشتقة من الجذر«النزول» وتعني: الجدول الذي ينحدر بسرعة، وهو اسم يصف بدقة نهر الأردن وخصوصا في المنطقة العلوية فوق بحيرة طبريا. وهناك تسمية آخر لنهر الأردن في اللغة العربية وهو نهر الشريعة (مكان السقاية) وأحيانا يطلق عليه اسم الشريعة الكبيرة. أما أقدم مرجع لاسم نهر الأردن وجد في السجلات المصرية للسلالة الحاكمة التاسعة عشرة والتي وثقت النهر تحت اسم yar-ar-du-na والذي يشبه الاسم الكنعاني ياردون (YARDON).
يبدو أن أفضل تحليل إتيمولوجي لاسم (أردن) هو أن أصله آرامي بمعنى ينحدر، وذلك تبعًا لمجراه شديد الانحدار من الارتفاعات الشاهقة في جبال لبنان إلى الانخفاض السحيق عند البحر الميت، وذلك في مسافة قصيرة نسبيًّا. هذه اللفظة (يردن) مستخدمة في عدة لغات أفروآسيوية، كالآرامية والعبرية.

## التاريخ

### النهر قديماً

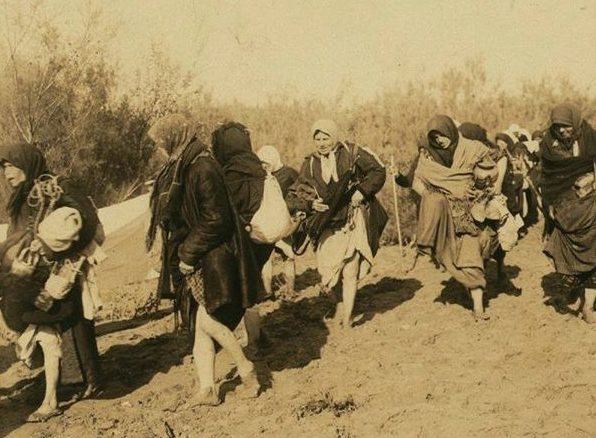
نساء مسيحيات في الحج إلى المغطس (1913)

يتبع هذا النهر تاريخيا لأراضي كنعان فلسطين التي كانت تضم الأراضي حول ضفتي النهر. وقد اعتقد بعض المؤرخين أن مجموعات من المقدونيين والحثيين تعايشت حول هذا النهر بعد أن نزحت من الجنوب الغربي من آسيا الصغرى ومن تساليا وذلك قبل العصر الهليني وأطلقت على النهر اسمه. وقد قال المؤرخ الروماني «تاسيتوس» (55-120) أن «جبل الشيخ في الجولان في سورية هو والد نهر الأردن والذي يغذيه» وفي القرن الرابع للميلاد كانت تقام مراسم وثنية في مغارة تقع على أحد جانبي جبل الشيخ عرفت باسم «مغارة رأس النبع» بالقرب من بلدة بانياس السورية.
أما خارطة مادبا التي يعود تاريخها إلى القرن السادس فقد أظهرت نهر الأردن الذي رسمته الفسيفساء كما رسمت معدتين لاجتياز هذا النهر أحدها عند مصب سيل الزرقاء.

### الظاهر بيبرس
يذكر التاريخ العربي أن بيبرس أمر سنة 1266 ببناء جسر له خمسة أقواس فوق نهر الأردن مقابل بيسان. ولم يكن ذلك البناء متينًا مما جعل المياه تجرف قسمًا منه فغضب السلطان بيبرس وأمر بإعادة بنائه.[بحاجة لمصدر]
معارك

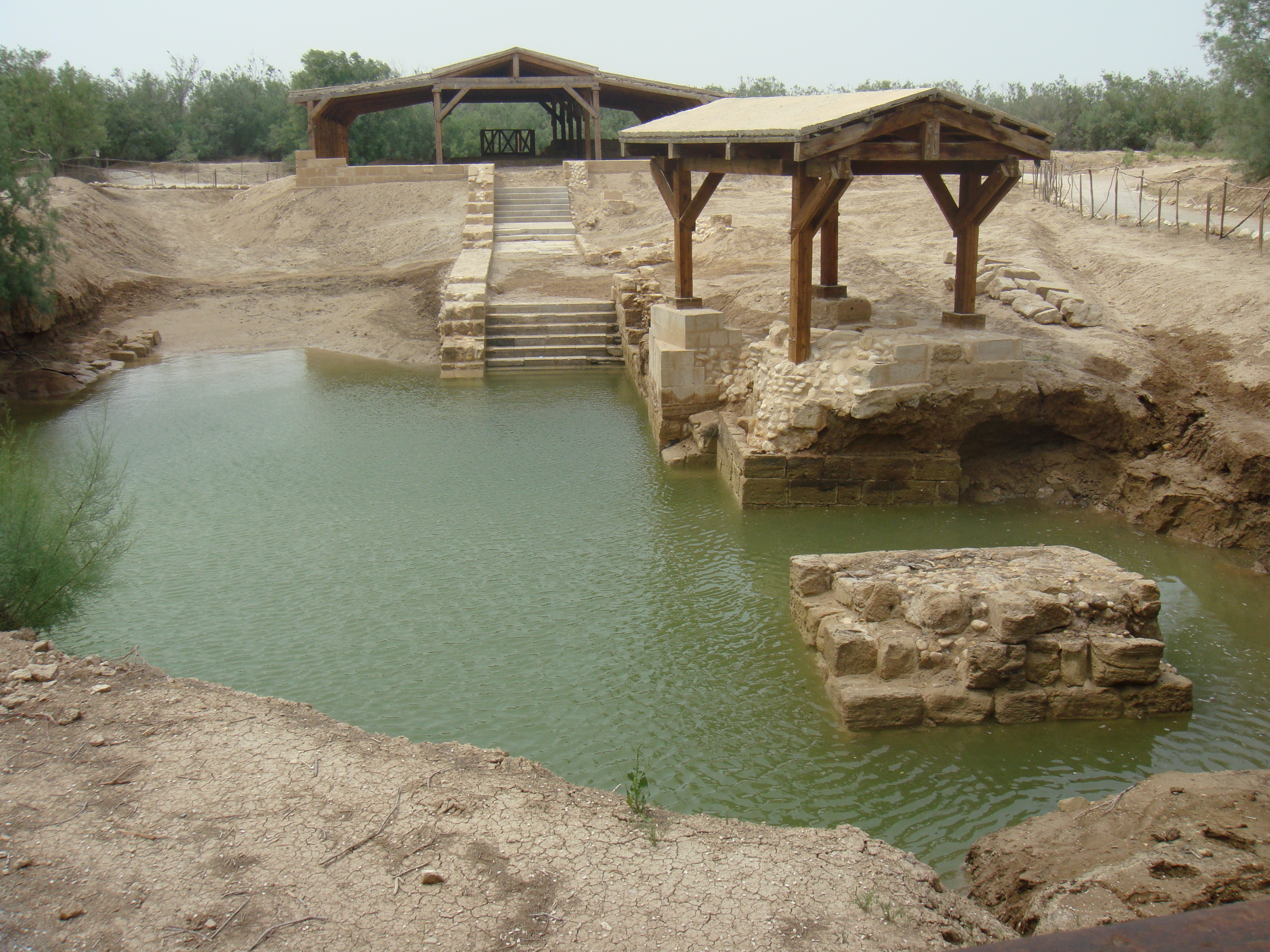
موقع المغطس على الجانب الأردني من نهر الأردن وهو الموقع المفترض لمعمودية يسوع وخدمة يوحنا المعمدان

دارت في تلك المنطقة معارك كثيرة على ضفاف نهر الأردن مثل معركة اليرموك بين الروم والمسلمين في منطقة اليرموك شمال الأردن والتي انتصر فيها المسلمون. وقد روى البزار بسند حسن والطبراني وابن مندة في كتاب معرفة الصحابة، وذكره الهيثمي في مجمع الزوائد (7/349) وقال: رجال البزار ثقات، عن نُهَيْك بن صريم السكوني قال: قال رسول الله صلى الله عليه وسلم: «لتقاتلن المشركين حتى يقاتل بقيتكم الدجال، على نهر الأردن أنتم شرقيه وهم غربيه».
وحديثا في الثلث الأخير من القرن العشرين وقعت معركة الكرامة بين الجيش الأردني والمقاومة الفلسطينية من جهة والجيش الإسرائيلي من جهة اخرى وانتصر فيها الجيش الأردني والفدائيون الفلسطينيون.

### الدمشقي

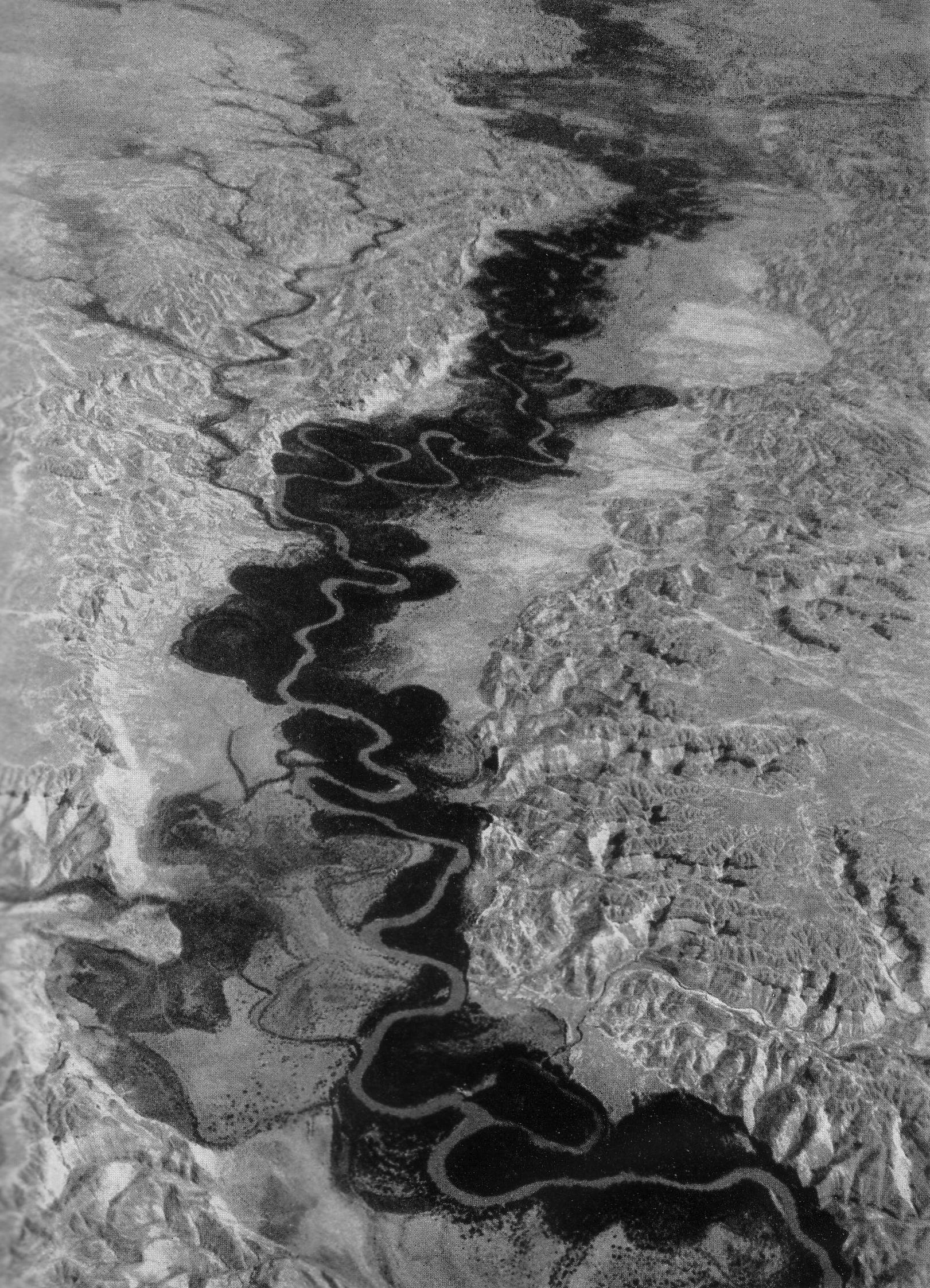
منظر من الجو للنهر في عام 1938

أما الدمشقي المتوفى عام 1327 فقد وصف النهر كتب ما يلي:
| نهر الأردن | ثم نهر الأردن، وهو الشريعة، نهر غزير الماء ينبعث من بانياس ويمتد إلى الحولة فيعمل بحيرة قدس باس مدينة عبرانية دمنتها بالجبل. وقدس ملك عبراني لتلك الأرض. وينصب إلى تلك البحيرة أنهر وعيون. ثم يمتد في الخيطة إلى جسر يعقوب. ثم يخرج إلى الغور. وتخرج من حمامات طبرية مياه ساخنة مالحة هي من العجائب في سخونتها. ثم نهر يصب في بحيرة طبريا. ويخرج من الحمة إلى قرية يقال لها "جدر" وفي هذه العين منافع كثيرة لأمراض كثيرة في الناس. يخرج من الحمة السورية نهر كبير يلتقي هو والخارج من بحيرة طبرية إلى مكان يقال له المجامع في الغور ويصيران نهرًا واحدًا. وكلما امتد منحدرًا غزر ماؤه وكثر. وينصب إليه من بيسان من أعين إلى هذا النهر. وتنصب فيه أعين أخرى. ونهر الشريعة كأنه في الاعتبار فلك دائرة يطلع من أول الغور من بحيرة "قدس" ويتوسط بحيرة طبرية، ويغور في بحيرة زغر. | نهر الأردن |

### ترسيم الحدود
في مارس 1921 أعلنت بريطانيا نهر الأردن حدودا بين أراضي إمارة شرق الأردن والانتداب على فلسطين التي خضعت لرعاية بريطانية بأمر من عصبة الأمم. اليوم يفصل النهر بين الأردن وفلسطين في منطقة مرج بيسان وبين الأردن والضفة الغربية جنوبا لها. يوجد هناك جسران يـُستخدمان كمعبرين دوليين هما جسر الشيخ حسين قرب بيسان وجسر الملك حسين أو جسر اللنبي، وهو معبر يخضع لمراقبة ثلاثية من الأردن والسلطة الوطنية الفلسطينية وإسرائيل.

### القرن التاسع عشر
تم اكتشاف نهر الأردن والبحر الميت في القرن التاسع عشر بالقوارب أولاً بواسطة كرستوفر كوستوغان في عام 1835، وتوماس هوارد مولينو في عام 1847، وويليام فرانسيس لينش في عام 1848، وجون ماكغريغور في عام 1869.

## الجيولوجيا

### الجغرافيا

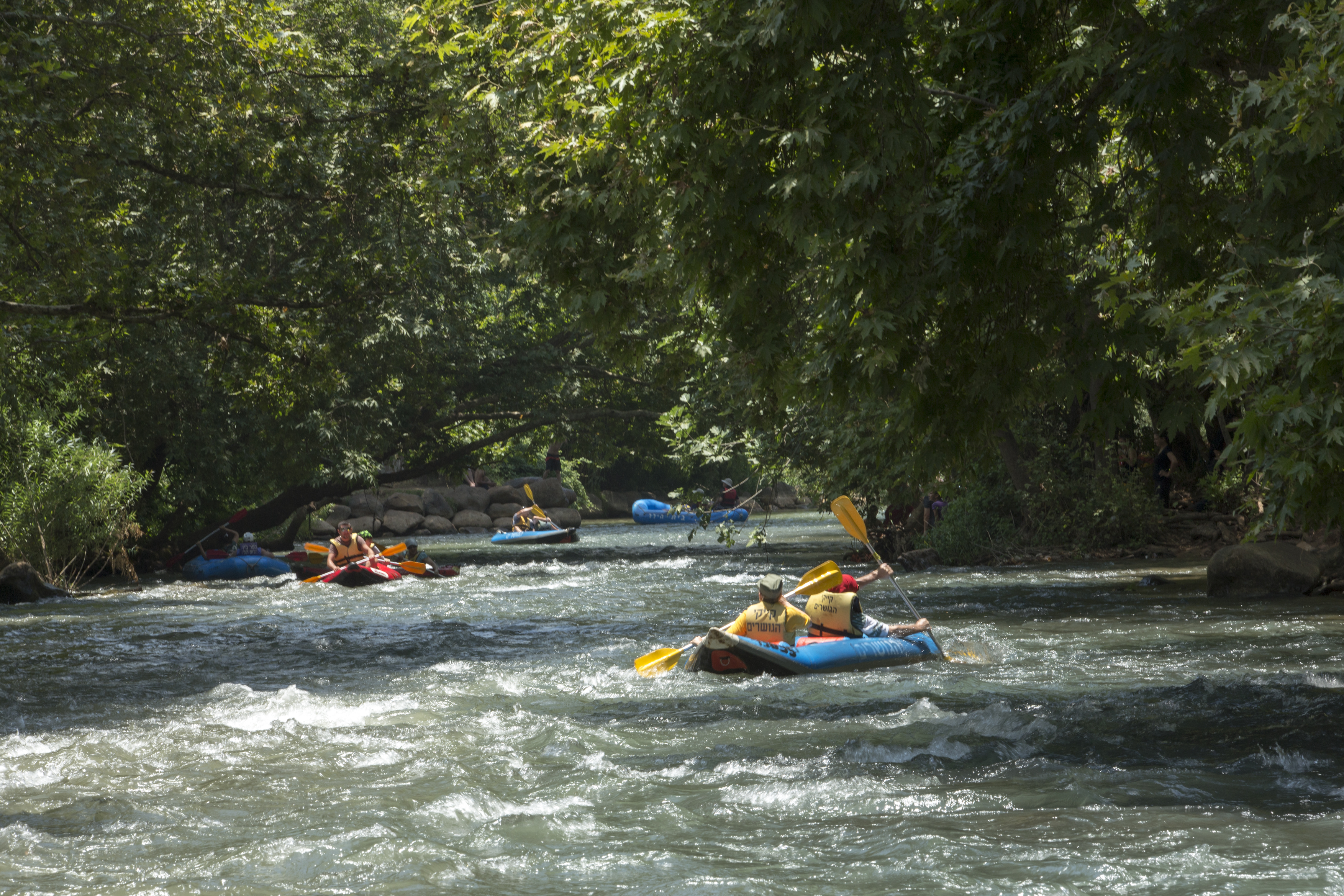
رياضة تجديف القوارب في نهر الأردن

تتكون منابع نهر الأردن جراء ذوبان الثلوج في قمة جبل الشيخ في لبنان ويغذي نهر الأردن أربعة روافد، وعند تقاطع هذه الروافد يبدأ نهر الأردن بالجريان باتجاه الجنوب وهذه الروافد هي:
- نهر اللدان وهو المصدر الرئيسي النابع من غرب جبل الشيخ
- نهر بانياس: الذي ينبع من سوريا ويتحد مع نهر اللدان عند بحيرة الحولة، ومنبعه الرئيسي هو عين ليدان التي تقع في موقع دان في فلسطين.
- نهر الحاصباني: يعتبر المصدر الذي ينبع من لبنان من غرب جبل الشيخ ويجري موازياً لنهر الليطاني ومن ثم يبدأ نهر الأردن.
- وادي البريغيث: وهو جدول ينبع من غرب وادي الشيخ في لبنان، ويصب في نهر الحاصباني.

لنهر الأردن حوضان طبيعيان؛ الشمالي ويسمى سهل الحولة حيث يمر النهر فيه من شماله حيث ينبع إلى مصبه في بحيرة طبريا، مرورًا ببحيرة الحولة، والجنوبي من منبعه من طبريا إلى مصبه في البحر الميت ويسمى غور الأردن.
تغذي أنهار الحاصباني وبانياس واللدان نهر الأردن في مجراه الشمالي، ثم يسير منحدرًا بشدة مسافة 75 كم، ليعبر مستنقعات بحيرة الحولة التي تقارب في ارتفاعها سطح البحر، ثم يغادرها لمسافة 25 كم، ليصب في بحيرة طبريا جالبًا الكثير من الطمي.
يخرج النهر مجددًا من بحيرة طبريا على انخفاض 210 أمتار تحت سطح البحر، منحدرًا نحو الجنوب، في مسار شديد التعرج ليصب في النهاية بعد 120 كم في البحر الميت على انخفاض قدره 422 مترًا تحت سطح البحر وليرفده في هذه الرحلة نهرا اليرموك والزرقاء، القادمان من الشرق.

### المناخ
يختلف مناخ الجزء السفلي عن مناخ الجزء العلوي من نهر الأردن. فالجزء السفلي ذو مناخ معتدل، بنما الجزء الأوسط والجنوبي مناخه صحراوي، ويعتبر المناخ الحار والانحرافات الكثيرة التي تحدث على ضفتي النهر من العوامل التي تسببت بنمو الغابات الكثيفة.

### الحياة النباتية والحيوانية
من بين المزروعات التي كانت في المنطقة، القطن، الأرز، السكر والعديد من النباتات الاستوائية الأخرى. كان وادي الأردن مليئاً بالنباتات مثل الصفصاف، ألاكاسيا والطرفاء، الدفلى، النباتات الشوكية، البوص، ذرة المكانس والشجيرات الصغيرة. كما كانت هذه المنطقة موطنا للأسود التي انقرضت في القرن التاسع عشر والغزلان، النمور، ابن آوى، الذئاب، الخنازير البرية والضباع. وتواجدت في المنطقة أكثر من مائة نوع من الطيور، 45 نوعاً منها كانت تعبر الوادي في رحلاتها السنوية، كما تواجدت أيضا الفئران الصحراوية، البط البري، مالك الحزين، الجهلول، النورس، الحمام، الحجل، الصقر، اللقلق، السنونو. وقد تواجدت كل هذه الأنواع في منطقة نهر الأردن لكونها بقعة مائية.

## القضايا البيئية الرئيسية

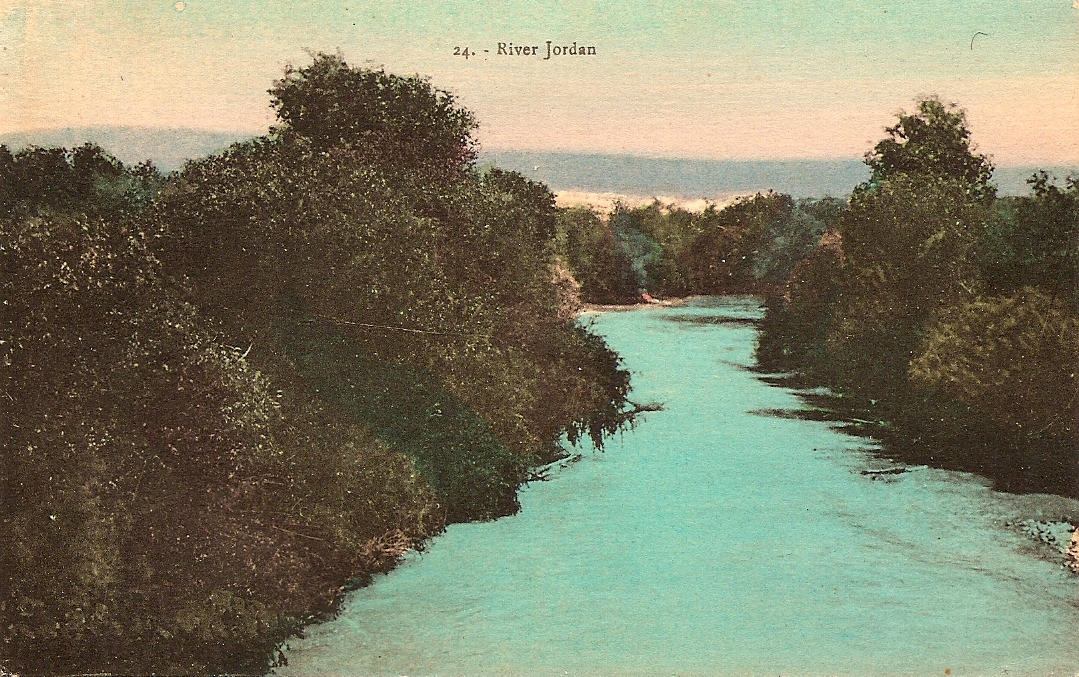
بطاقة بريدية ملونة لنهر الأردن ، من تصوير كريمة عبود ، حوالي عام 1925

### تقليل تدفق المياه
كانت كمية المياه المتدفقة من نهر الأردن والواصلة إلى البحر الميت تقدر بحوالي 1400 مليون متر مكعب سنوياً، إلا أن هذه الكمية انخفضت بشكل كبير خلال العقود الستة الماضية لتصل حالياً إلى 30 مليون متر مكعب سنوياً. يعود سبب هذا التناقص الهائل في كمية المياه المتدفقة بشكل أساسي بسبب تحويل مجرى نهر الأردن العلوي من  قبل إسرائيل عن طريق الناقل القطري الإسرائيلي، حيث تقوم إسرائيل بضخ حوالي 500 مليون متر كعب من مياه النهر عبر هذا الناقل وصولاً إلى الجنوب في النقب، بالإضافة إلى وجود العديد من السدود التي أٌقيمت على المجرى العلوي للنهر كما تلعب العوامل الطبيعية وقلة الأمطار وفترات الجفاف دوراً في هذا التناقص.
بدأت إسرائيل تشغيل محطة ضخ لتحويل المياه من بحيرة طبريا إلى الناقل القطري الإسرائيلي في عام 1964. وفي عام 1964 أيضاً، أنشأ الأردن قناة حولت المياه من نهر اليرموك، أحد الروافد الرئيسية لنهر الأردن، إلى قناة الغور الشرقية. كما أنشأت سوريا خزانات مائية تخزّن مياه نهر اليرموك. ويلقي مناصرو حماية البيئة باللوم على إسرائيل والأردن وسوريا في إلحاق أضرار جسيمة بالنظام البيئي في نهر الأردن.
تستخدم مياه النهر بنسبة 70 إلى 90 بالمئة لأغراض بشرية في عصرنا الحديث، كما تم تقليل معدل التدفق بصورة واضحة. نتيجةً لذلك، ونتيجةً لارتفاع معدل التبخر في البحر الميت، والاستخراج الصناعي للأملاح من خلال برك التبخر، يتضائل البحر الميت بصورةٍ سريعة.

### التلوث
تم الاحتفاظ بقسم صغير من أقصى شمال غور الأردن، ما يعادل 3 كيلومترات (1.9 ميلاً) تحت بحيرة طبريا، نظيفاً من أجل المعمودية، والسياحة المحلية. أكثر المناطق تلوثاً هو امتداد 100 كيلومتر أسفل المصب - وهو مجرى متعرج من أعلى نقطة التقاء نهر اليرموك إلى البحر الميت. ويقول دعاة حماية البيئة أن الممارسة المتمثلة في السماح بتدفق مياه الصرف الصحي والمياه المالحة إلى النهر قد دمرت نظامه البيئي تقريباً. وقد يستغرق إنقاذ نهر الأردن عقوداً من الزمان، وفقاً لعلماء البيئة. كما صنّفت منظمة FoEME نهر الأردن كواحداً من أكثر 100 موقع إيكولوجي عرضة للخطر في العالم عام 2007، ويرجع ذلك جزئياً إلى عدم التعاون بين إسرائيل والدول العربية المجاورة.

## أهميته كمصدر للمياه

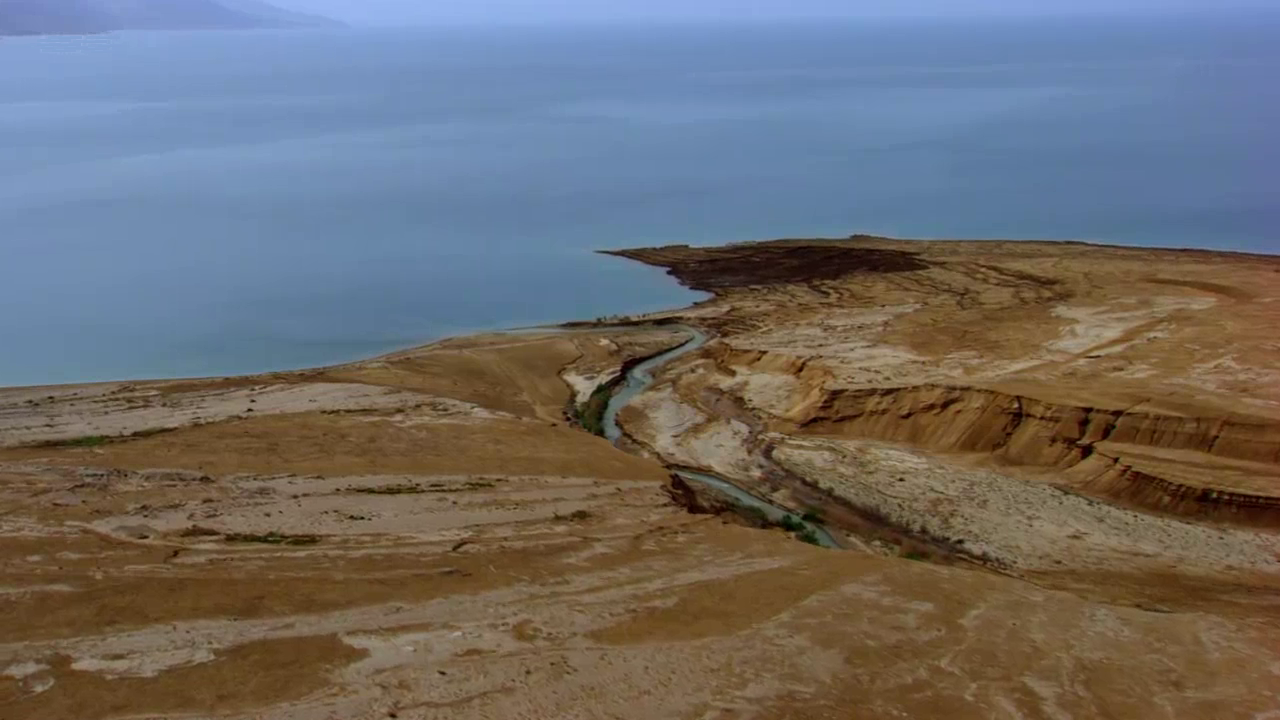
مصب نهر الأردن في البحر الميت

كانت مياه نهر الأردن أكبر مصدر للمياه بالنسبة لإسرائيل حتى العقد الأول من القرن الحادي والعشرين. حيث تستحوذ الحكومة الإسرائيلية على حصة الأردن والفلسطينيين. لكنّ تحلية المياه البحرية من البحر الأبيض المتوسط تولّت هذا الدور في الآونة الأخيرة. وقد قام مشروع الناقل القطري الإسرائيلي، الذي اكتمل عام 1964، بنقل المياه من بحيرة طبريا إلى السهل الساحلي الفلسطيني لأكثر من أربعة عقود، حتى أدى الجفاف المطوّل إلى التخلي عن هذا الحل لصالح تحلية المياه.
يتلقّى الأردن 50,000,000 متر مكعب (1.8×109 قدم3) من مياه النهر، وهي كمية نظّمتها معاهدة السلام مع إسرائيل لعام 1994. كان نهر الأردن في الماضي أحد الموارد المائية الرئيسية في الأردن، حيث كان تدفق المياه 1.3 مليار متر مكعب في السنة. ولكن بعد أن أنشأت إسرائيل الناقل القطري الإسرائيلي في عام 1953 وحوّلت المياه من بحيرة طبريا إلى السهول الساحلية الفلسطينية والصحراء الجنوبية انخفض تدفق نهر الأردن الأدنى بشكل ملحوظ. وكان المقصود من ال50 مليون متر مكعب التي تعطيها إسرائيل من بحيرة طبريا كجزء من اتفاقية السلام لعام 1994 هو التعويض عن هذه الخسارة. وقد توصلت دراسة أجريت في عام 2010 إلى أن نهر الأردن الأدنى قد انخفض إلى 2٪ من تدفقه التاريخي. كما تدهورت جودة المياه تدهوراً حاداً مع ارتفاع مستويات الملوحة والتلوث الناجم عن الأسمدة الزراعية ومياه الصرف الصحي غير المعالجة في المنبع في إسرائيل والضفة الغربية.
كان الصراع حول مياه نهر الأردن عاملاً مساهماً في حرب الأيام الستة عندما حاولت سوريا، ابتداء من عام 1965، تحويل بعض منابعها بالتعاون مع لبنان والأردن. وكان من الممكن أن تقلص أعمال التحويل من وفرة المياه بالنسبة للناقل القطري الإسرائيلي بنحو 35٪، وإمدادات المياه الإجمالية في إسرائيل بنحو 11٪.

## وصلات خارجية
موقع التاريخ الأردني.